# YoYo's Puzzle Park
YoYo's Puzzle Park (ぐっすんぱらだいす ()) est un jeu vidéo de plates-formes et d'action sorti sur PlayStation le 22 novembre 1996 au Japon, puis en avril 1999 en Europe, développé par Irem. Il fait partie de la série Gussun Oyoyo.

## Système de jeu
YoYo's Puzzle Park est jeu de plates-formes et d'action en 2D, similaire à Bubble Bobble,.

## Accueil
Pour Consoles +, qui lui attribue la note de 88%, YoYo's Puzzle Park est « délirant quand on le maîtrise. » Sébastien Pissavy de Jeuxvideo.com lui met 13/20 et parle d' « un petit jeu sympathique qui ne décevra pas les fans de bons vieux jeux en 2D. »

## Postérité
En 2018, la rédaction du site Den of Geek mentionne le jeu en 60e position d'un top 60 des jeux Playstation sous-estimés : « Déjà à sa sortie, YoYo’s Puzzle Park fit l'effet d'un retour en arrière à des jeux comme Rod Land (en) ou Psycho Pigs U.X.B. (en), ce qui signifie que sa sortie en Occident a été confidentielle. Il n'en demeure pas moins coloré et très fun, particulièrement en mode deux joueurs. »